# Ctenosauriscus
Ctenosauriscus is een geslacht van uitgestorven Archosauria uit de Poposauroidea-groep, een groep van krokodilachtige archosauriërs. Dit dier leefde in het Vroeg-Trias. De enige vondst tot nu toe komt uit het Midden-Buntsandstein van Nedersaksen (laat Olenekien, Neder-Trias). Ctenosauriscus is de gelijknamige vertegenwoordiger van de Ctenosauriscidae, een familie die wordt gekenmerkt door een hoog rugzeil. Ctenosauriscus leefde tijdens het Olenekien (ongeveer 247 miljoen jaar geleden), waardoor het een van de oudste archosauriërs is. Het geslacht werd voor het eerst beschreven als Ctenosaurus door Friedrich von Huene in 1902 en omgedoopt tot Ctenosauriscus door Oskar Kuhn in 1964. Ctenosauriscus leefde 247,5 miljoen jaar geleden in het Laat-Olenekien en is bekend uit de Solling-formatie nabij Göttingen in de Duitse deelstaat Nedersaksen. Diens rugzeil was met een hoogte van honderdveertig centimeter het grootste van de Ctenosauriscidae. De totale lengte van deze carnivoor wordt geschat op drie meter.

## Ontdekkings- en onderzoeksgeschiedenis
Ctenosauriscus is alleen bekend van een enkele vondst (holotype, exemplaarnummer GZG.V.4191) bestaande uit een gedeeltelijk postcraniaal skelet inclusief een onvolledige wervelkolom, ribben en mogelijk enkele elementen van de schoudergordel. De vondst is bewaard in vier zandsteenlagen. De eerste laag (gecatalogiseerd als A1) bevat dorsale wervels, terwijl de tweede laag (B1) staart-, sacrale- en de meest achterste dorsale wervels bevat. Twee andere lagen (A2 en B2) vormen de tegenlagen van A1 en B1.
De vondst werd begin 1871 gedaan in een steengroeve in de Bremke-vallei zuidoostelijk van Göttingen. Het komt uit de Solling Bausandstein, een onderdeel van de Sollingformatie van het Midden-Buntsandstein. November 1871 werd het door architect Eduard Freise aan de Universiteit van Göttingen geschonken. Friedrich von Huene publiceerde de eerste beschrijving als Ctenosaurus koeneni in 1902, maar alleen op basis van een foto van het fossiel. Huene reisde later zelf naar Göttingen om het fossiel direct te onderzoeken en publiceerde in 1914 een uitgebreidere beschrijving. De geslachtsnaam is afgeleid van het Grieks ktenos, "kam". De soortaanduiding eert professor Adolf von Koenen welke hem de foto toegezonden had.
Von Huene suggereerde dat Ctenosauriscus koeneni een late "pelycosauriër" was - een basale synapside die in de verte verwant is aan zoogdieren. Dergelijke basale synapsiden zijn vooral bekend uit het Pennsylvanien (Laat-Carboon) en Vroeg-Perm. Von Huene baseerde deze opdracht op de gelijkenis van dit dier met zeildragende pelycosauriërs zoals Dimetrodon. De Oostenrijkse paleontoloog Othenio Abel classificeerde Ctenosauriscus koeneni als een amfibie uit de groep Temnospondyli, die nauw verwant zou moeten zijn aan de dorsale zeildragende Platyhystrix, die net als Dimetrodon uit het Vroeg-Perm komt.
Later werd ontdekt dat de door Huene gekozen naam Ctenosaurus al in gebruik was door een lid van de zwarte leguanen (nu Ctenosaura), dus werd het geslacht in 1964 hernoemd door paleontoloog Oskar Kuhn tot Ctenosauriscus, "kleine Ctenosaurus". B. Krebs hernoemde het holotype in 1969 en erkende Ctenosauriscus als een lid van de Archosauria op basis van overeenkomsten met de zeildragende Pseudosuchia Hypselorhachis uit het Midden-Trias van Tanzania.
Ctenosauriscus werd gevonden in de Solling-formatie, die wordt gedateerd op 247,5 tot 247,2 miljoen jaar oud. Deze datering is gebaseerd op radiometrische methoden en metingen van de Milanković-cycli.
Een onderzoeksteam onder leiding van Richard J. Butler publiceerde in 2011 een nieuwe beschrijving van het holotype. Hoewel het geen autapomorfieën (unieke kenmerken) herkende, ontdekte het dat het holotype kan worden onderscheiden van andere ctenosaurisciden door een unieke combinatie van kenmerken. Ctenosauriscus wordt beschouwd als een van de oudste archosauriërs; ongeveer dezelfde leeftijd was Vytshegdosuchus uit Rusland en waarschijnlijk ook Xilousuchus, een Ctenosauriscidae uit China.

## Beschrijving
Het meest onderscheidende kenmerk van Ctenosauriscus is het rugzeil, gevormd door de langwerpige processus spinosi van de cervicale en dorsale wervels. De doornuitsteeksels zijn licht naar voren gebogen in het voorste deel van het zeil en iets naar achteren in het achterste deel van het zeil. Sommige andere leden van de Poposauroidea, zoals Lotosaurus en de ctenosaurisciden Hypselorhachis en Xilousuchus, hadden ook langwerpige processus spinosi, maar het zeil van Ctenosauriscus was een van de grootste van deze groep. Ctenosauriscus lijkt het meest op Arizonasaurus uit het Midden-Trias van het zuidwesten van de Verenigde Staten. Beide geslachten hadden doornuitsteeksels die tot twaalf keer zo hoog waren als de wervellichamen. Bij Ctenosauriscus zijn de uiteinden van de processus spinosi breder dan bij verwante geslachten, en de post- en prezygapophyses (mechanische connectoren van de wervels) waren groter en robuuster. De verwante Hypselorhachis had ook doornuitsteeksels die aan het boveneinde verbreed waren; deze waren echter korter dan bij Ctenosauriscus. Ook Lotosaurus uit het Midden-Trias van China vertoont langwerpige doornuitsteeksels, die echter rechter, breder en veel korter waren dan bij Ctenosauriscus.
In 2011 werd de volgende unieke combinatie van op zich niet unieke kenmerken gegeven. De achterste halswervels, de ruggenwervels, de sacrale wervels en voorste staartwervels hebben verlengde doornuitsteeksels die een symmetrisch zeil vormen. De doornuitsteeksels van de rug zijn extreem verlengd, waarbij het langste uitsteeksel meer dan twaalfmaal de lengte van zijn wervellichaam bezit, net als bij Arizonasaurus. De doornuitsteeksels zijn sterk van voor naar achter verbreed aan hun toppen, 190% van de horizontale breedte van hun bases bereikend, net als bij Hypselorhachis. De voorste en achterste gewrichtsuitsteeksels van de ruggenwervels vormen grote robuuste processus die aanzienlijk uitsteken voor en achter de gewrichtsfacetten van het wervellichaam, net als bij Hypselorharichis.

## Paleobiologie
Een studie van Ebel en collega's (1998) kwam tot de conclusie dat Ctenosauriscus op twee benen liep, waarbij de langwerpige processus spinosi, doornuitsteeksels, van de wervels de krachten die optreden bij het lopen op twee benen zouden hebben opgevangen. Hoewel er geen achterpootbotten gevonden zijn, theoretiseren deze onderzoekers dat de krachten die op de voorkant van de processus spinosi werkten, waren geconcentreerd op een punt onder de wervelkolom dat mogelijk het kniegewricht was. Butler en collega's (2011) spraken deze hypothese tegen en argumenteren dat spieren een directe verbinding moeten vormen tussen het kniegewricht en de rug om dergelijke krachten tussen het kniegewricht en de processus spinosi te genereren. In plaats daarvan zouden de krachten echter van de achterpoten naar de bekkenbeenderen en sacrale wervels worden overgebracht, en niet naar de ruggenwervels. Bovendien zou het zeil van Ctenosauriscus het zwaartepunt van het lichaam naar voren hebben verschoven, wat tweevoetige voortbeweging moeilijk, zo niet onmogelijk zou maken.

## Systematiek
Ctenosauriscus is de gelijknamige vertegenwoordiger van de Ctenosauriscidae. Typisch voor deze groep zijn rugzeilen, die gevormd worden uit langwerpige processus spinosi van de wervels. De Ctenosauriscidae werden voornamelijk verspreid in Eurazië en Noord-Amerika tijdens het Onder- en Midden-Trias. Vertegenwoordigers van de groep zijn onder meer Arizonasaurus uit de Moenkopi-formatie in Arizona (Verenigde Staten), Hypselorhachis uit de Manda-formatie in Tanzania, Xilousuchus uit de Chinese Heshanggou-formatie, de weinig bekende Britse Bromsgroveia uit de Bromsgrove Sandstoneformatie, evenals een niet nader genoemd exemplaar uit de Duitse Röt-formatie. Butler et alii (2011) definiëren de Ctenosauriscidae als een op stam gebaseerd taxon dat alle taxa omvat die nauwer verwant zijn aan Ctenosauriscus koeneni dan aan Poposaurus gracilis, Effigia okeeffeae, Postosuchus kirkpatricki, Crocodylus niloticus, Ornithosuchus longidens en Aetosaurus ferratus.
De Ctenosauriscidae zijn geplaatst in de Poposauroidea. Het zustertaxon van de Ctenosauriscidae vormt een niet nader benoemde groep afgeleide geslachten van de Poposauroidea, zoals Poposaurus, Sillosuchus en Shuvosaurus. De verwantschappen binnen de Ctenosauriscidae zijn onduidelijk. Een cladogram volgens Butler et alii (2011):
|  | Sillosuchus                                             |
|  |                                                         |
|  | Poposaurus                                              |
|  |                                                         |
|  | \| \| Shuvosaurus \| \| \| \| \| \| Effigia \| \| \| \| |
|  |                                                         |
|  | Shuvosaurus                                             |
|  |                                                         |
|  | Effigia                                                 |
|  |                                                         |

|  | Shuvosaurus |
|  |             |
|  | Effigia     |
|  |             |

|  | Hypselorhachis                |
|  |                               |
|  | Ctenosauriscus                |
|  |                               |
|  | Arizonasaurus                 |
|  |                               |
|  | Bromsgroveia                  |
|  |                               |
|  | Hypselorhachis                |
|  |                               |
|  | niet benoemde Ctenosauriscide |
|  |                               |

|  | Sillosuchus                                             |
|  |                                                         |
|  | Poposaurus                                              |
|  |                                                         |
|  | \| \| Shuvosaurus \| \| \| \| \| \| Effigia \| \| \| \| |
|  |                                                         |
|  | Shuvosaurus                                             |
|  |                                                         |
|  | Effigia                                                 |
|  |                                                         |

|  | Shuvosaurus |
|  |             |
|  | Effigia     |
|  |             |

|  | Hypselorhachis                |
|  |                               |
|  | Ctenosauriscus                |
|  |                               |
|  | Arizonasaurus                 |
|  |                               |
|  | Bromsgroveia                  |
|  |                               |
|  | Hypselorhachis                |
|  |                               |
|  | niet benoemde Ctenosauriscide |
|  |                               |

|  | Sillosuchus                                             |
|  |                                                         |
|  | Poposaurus                                              |
|  |                                                         |
|  | \| \| Shuvosaurus \| \| \| \| \| \| Effigia \| \| \| \| |
|  |                                                         |
|  | Shuvosaurus                                             |
|  |                                                         |
|  | Effigia                                                 |
|  |                                                         |

|  | Shuvosaurus |
|  |             |
|  | Effigia     |
|  |             |

|  | Hypselorhachis                |
|  |                               |
|  | Ctenosauriscus                |
|  |                               |
|  | Arizonasaurus                 |
|  |                               |
|  | Bromsgroveia                  |
|  |                               |
|  | Hypselorhachis                |
|  |                               |
|  | niet benoemde Ctenosauriscide |
|  |                               |

|  | Sillosuchus                                             |
|  |                                                         |
|  | Poposaurus                                              |
|  |                                                         |
|  | \| \| Shuvosaurus \| \| \| \| \| \| Effigia \| \| \| \| |
|  |                                                         |
|  | Shuvosaurus                                             |
|  |                                                         |
|  | Effigia                                                 |
|  |                                                         |

|  | Shuvosaurus |
|  |             |
|  | Effigia     |
|  |             |

|  | Hypselorhachis                |
|  |                               |
|  | Ctenosauriscus                |
|  |                               |
|  | Arizonasaurus                 |
|  |                               |
|  | Bromsgroveia                  |
|  |                               |
|  | Hypselorhachis                |
|  |                               |
|  | niet benoemde Ctenosauriscide |
|  |                               |